# Sab' Inganono (Afraid of the cannons)
Sab' Inganono (Afraid of the cannons) est une ancienne chanson de guerre zouloue attribuée aux régiments (amabutho) de l'ère précoloniale (XIXe siècle)
La chanson devient un succès populaire par son adoption dans les cultures sub urbaines, les mouvements de revendications et luttes populaires antiapartheid.

## Origines et inspirations

### Origines
"Sab'Inganono (Afraid of the cannons)", (Afraid of the cannons en anglais et qui signifie littéralement "Peur du canon", est une ancienne chanson de guerre zoulou attribuée aux régiments (amabutho) de l'ère précoloniale (XIXe siècle). 
Son origine est profondément ancrée dans le contexte des nombreux conflits pour la terre qui ont marqué l'histoire de l'Afrique du Sud. 
À l'origine, cette chanson était centrée sur la résistance aux armes à feu européennes. Elle avait pour fonction de motiver les troupes zouloues et de célébrer la tactique du "corps à corps" comme moyen de neutraliser l'avantage des canons ennemis. 
Un exemple des paroles initiales illustre cette thématique : "Izinkemba zethu ziyahlaba, noma inganono iyabhonga" ("Nos lances percent, même si le canon tonne").
Dans la culture zouloue, et particulièrement dans le contexte du style musical Maskanda auquel cette chanson est liée, une chanson est souvent appelée un "igama", qui peut être traduit par "déclaration, mot ou nom", et comporte des implications non verbales. De nombreux Maskanda interprètent "igama" comme un "message" transmis par une combinaison de mots, de gestes, de mouvements, d'images et de sons, la danse (ukugiya) étant inextricablement liée à l'expression verbale et musicale.

### Contenu
Au fil du temps, le contenu de "Sab'Inganono" a évolué, reflétant les différentes étapes de l'histoire sud-africaine. 
Au XXe siècle, la chanson a connu des adaptations anticoloniales intégrant des références aux luttes contre l'apartheid, notamment par des artistes engagés de la culture sub urbaine et plus populaires tels Johnny Clegg.
Après 1994, dans le contexte de la réconciliation nationale, des versions officielles expurgées ont parfois gommé les noms d'ennemis et certaines références politiques. Cependant, une exception notable subsiste dans le KwaZulu-Natal rural, où des chefs traditionnels ont maintenu des versions non expurgées. 
En 2019, un procès a opposé l'État à un groupe de Maskanda refusant de modifier le couplet "UBotha wayesaba" ("Botha avait peur"), qui a finalement été jugé "patrimoine intangible".
Cette réception contrastée illustre comment les paroles de "Sab'Inganono" ont servi de baromètre aux tensions entre la mémoire populaire et le narratif officiel. La chanson est devenue un chant de survie et de résistance durant la période coloniale et de l'apartheid. Avec la globalisation, elle a connu des adaptations, comme un remix électro en 2010 avec des paroles en anglais ("Fear the gun, but love the land") pour la Coupe du Monde. 
Plus récemment, des références aux violences xénophobes ont émergé dans certaines interprétations ("Inganono yabafokazana" – "Le canon des pauvres").
L'évolution du contenu est également visible en comparant un enregistrement de 1927 (archives de l'UNISA) présentant une version purement martiale, à une version live de 2022 par Zahara, où le couplet guerrier est remplacé par "Siyayiqonda imfundo" ("Nous comprenons l'éducation").

### Mélodies et rythmes
Des transcriptions de la mélodie principale et de la progression harmonique de ses versions (2011 et 2013) existent, indiquant une tonalité en g-mixolydien ou d-dorien. Il existe également une transcription de l'interaction hétérophonique entre la voix principale, le chœur d'accompagnement et les instruments dans une de ses interprétations (2013).
Le rythme de "Sab'Inganono" présente des interprétations variées selon les artistes. Ces différentes approches rythmiques témoignent de la manière dont la chanson traditionnelle est interprétée et adaptée par divers musiciens.
- Sipho Mchunu, dans son interprétation de l'isihlabo de la chanson, utilise un style rapide et rythmiquement libre.
- Johnny Clegg est noté pour une version qui s'éloigne d'une fixation rythmique stricte sur le temps[2].  Il est également relevé que Clegg a perçu une "résonance celtique" dans "Sab'Inganono"[2].
- En contraste, David Jenkins suggère des triolets, notamment par la proéminence de la batterie avec un rythme lent de type reggae skank.

De plus, les versions de Clegg et Jenkins présentent une interaction antiphonaire entre le chanteur principal et le chœur d'arrière-plan. 

### Paroles
Les paroles originales incluent des vers tels que "Izinkemba zethu ziyahlaba, noma inganono iyabhonga". Au fil du temps, les paroles ont été adaptées pour refléter les contextes sociopolitiques changeants.
Ignatia Madalane a contribué à la transcription et à la traduction de nombreuses paroles de chansons, y compris potentiellement des versions de "Sab'Inganono".
La version de 2022 par Zahara inclut le couplet "Siyayiqonda imfundo", tandis que le remix de 2010 contenait "Fear the gun, but love the land". 
Lors des funérailles des victimes de Soweto en 1976, des ajouts militants tels que "Amandla! Awethu!" étaient utilisés. 

L'affaire de 2019 autour du couplet "UBotha wayesaba" met également en lumière la signification politique et mémorielle de paroles spécifiques.
Paroles en Zoulou
Traduction en français

## Reprises et collaborations et notoriété

### Usages dans la culture populaire
La chanson "Sab'Inganono" a traversé différentes phases de l'histoire sud-africaine, servant de chant de guerre, de cri de résistance et de reflet des tensions sociétales. Son inclusion dans un remix électro pour la Coupe du Monde 2010 témoigne de sa capacité à se réinventer et à toucher un public contemporain. 
La controverse autour du couplet "UBotha wayesaba" et sa désignation comme "patrimoine intangible" soulignent son importance dans la mémoire collective et le débat public.
Contrairement à d'autres thèmes populaires du Maskanda, des artistes célèbres comme Phuzekhemisi, Mfaz’ Omnyama et iHashi Elimhlophe ne semblent pas avoir interprété cette chanson.

### Reprises

#### Reprise par David Qadasi Jenkins
David Qadasi Jenkins a interprété "Sab'Inganono" avec son groupe. Ignatia Madalane et Elias Nxumalo ont transcrit et traduit les paroles de sa version. Malgré la longue histoire de la chanson, Jenkins la considère comme un "ihubo" (hymne).

#### Reprise par Johnny Clegg
Johnny Clegg est également connu pour avoir interprété "Sab'Inganono". Il la distingue comme un exemple des styles musicaux zoulous. Bien qu'il reconnaisse ses origines et son histoire, il la catégorise également comme un "ihubo". 
| Vidéo externe | |
|               | Johhny Clegg Address for the degree of Doctor of Music honoris causa• 18 avr. 2013, University of KwaZulu-Natal South Africa |

#### Reprise par Sipho Mchunu
Une version de Sipho Mchunu de la chanson est mentionnée, contrastant avec les interprétations de Clegg et Jenkins, qui sont plus accessibles via des albums et internet.

### Vidéo-clip
Le Kearsney College Choir reprend cette chanson.

### Articles liés
- Sipho Mchunu
- Johnny Clegg
- Juluka